# Jibu
Jibu (Categorie van de verzamelingen), is volgens het traditionele Chinese classificatiesysteem de vierde van de vier categorieën waarin de Chinese literatuur wordt verdeeld. In deze categorie gaat hem om bellettrie, waarbij geen onderscheid wordt gemaakt tussen proza en poëzie. Zij omvat bloemlezingen van gedichten en korte prozastukken.

## Inhoud van jibu
De siku quanshu maakt binnen jibu onderscheid tussen de volgende categorieën:
- Chuci, 楚辭 - Liederen uit Chu (of liederen uit het zuiden), 6 geschriften in 1 juan.
- Bieji, 別集 - Bloemlezingen van individuele schrijvers zonder onderscheid naar genre, 965 pian in 57 juan.
- Zongji, 總集 - Bloemlezingen van meerdere schrijvers tegelijkertijd, ingedeeld naar genre en niet naar schrijver, 165 geschriften in 9 juan.
- Shiwenping, 詩文評 - Literaire kritieken over voornamelijk poëzie, 3 juan.
- Ciqu, 詞曲 - Verzamelingen van en modellen voor ci (詞, liederen met kritieken en rijmpatronen om deze liederen op de juiste wijze op te stellen (cipuyun, 詞譜韻, 3 juan). Ook worden qu (曲, aria's) behandeld.